# برايان هاليساي
برايان هاليساي (بالإنجليزية: Brian Hallisay)‏ مواليد 31 أكتوبر 1978 في واشنطن العاصمة، الولايات المتحدة، هو ممثل أمريكي بدأ مسيرته الفنية سنة 2005. درس في جامعة كورنيل.

## الأعمال

### أفلام
- قناص أمريكي (2014)
- جيسيبيل (2014)

### مسلسلات
- دون أثر (2006) (بدور: أليكس ستارك)
- كولد كيس (2006) (بدور: جيمي برونو)
- سي اس آي: نيويورك (2007)
- بونز (2007) (بدور: بن ميشيلسون)
- الانتقام (2014) (بدور: بن هنتر)
- كود بلاك (2016)

## روابط خارجية
- برايان هاليساي على موقع IMDb (الإنجليزية)
- برايان هاليساي على موقع ألو سيني (الفرنسية)
- برايان هاليساي على موقع أول موفي (الإنجليزية)
- برايان هاليساي على موقع قاعدة بيانات الفيلم (الإنجليزية)